# استطلاع برمائي

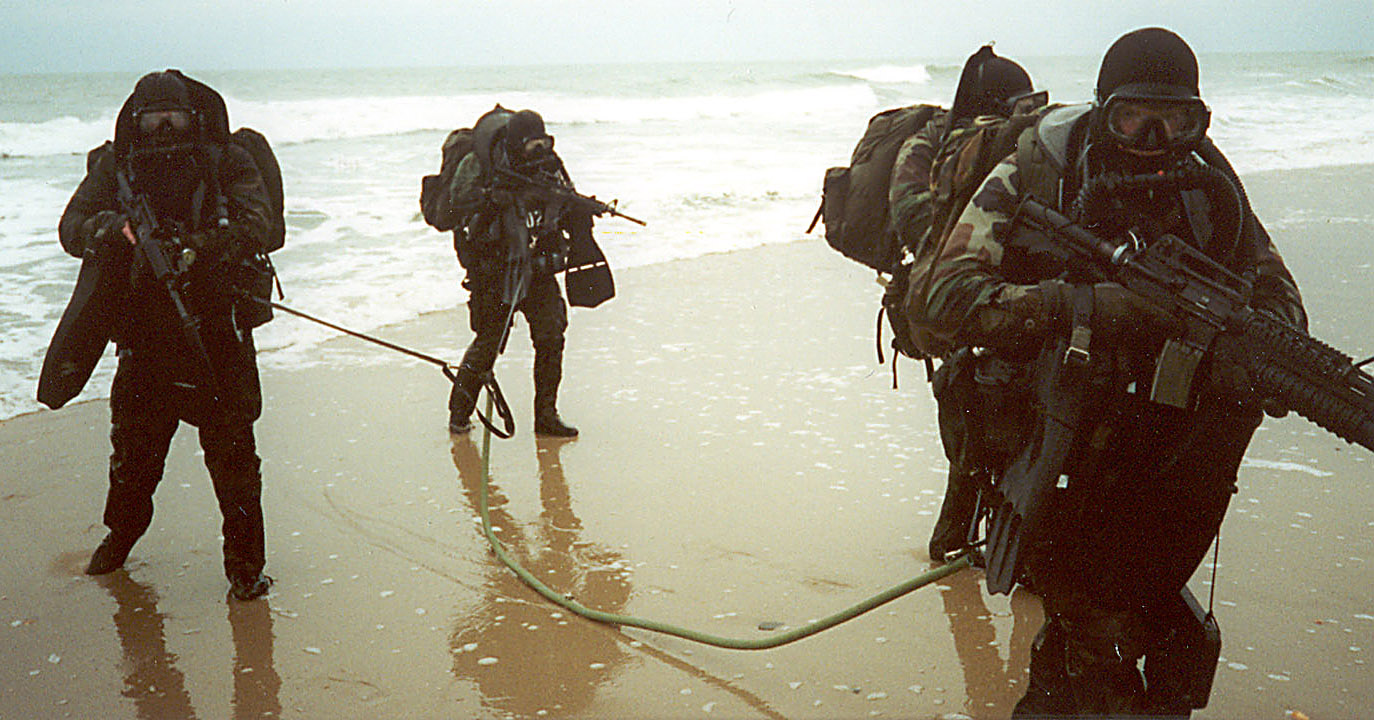

الاستطلاع البرمائي هو استطلاع حربي بحري وبرّي للمناطق المحاذية للسواحل أو المحيطات. يوظَّف الاستطلاع البرمائي كاستراتيجية متقدمة لجمع المعلومات المهمة فيما يتعلق بوضع الرأس البحري وقابليّته للنفاذ وصلاحيته لهجوم رئيسي من البحر.
تتقدم دوريات استطلاع خاصة ذات تدريب ممتاز في الملاحة والغوص العسكري إما باستخدام آليات نقل برمائية أو قوارب مطاطية تتقدم لجمع المعلومات عن وضع العدو، وطوبوجرافيا المكان بحراً وبراً، بالإضافة إلى إجراء مسح بحري هيدروجرافي لتجاوز أية عوائق تحت الماء أو ألغام، وبهدف تنفيذ عملية خداع وتمويه.

## تاريخه

### تطوّر مبادئه
في بداية القرن العشرين، تأسست وحدة الاستطلاع البرمائي كتطبيق عملي لفكرة ضابط البحرية الأمريكية العقيد ديون ويليامز. كانت فكرة ويليامز هي توحيد مبادئ العمل العسكري البحري الرسمي في العمليات البرمائية الأمريكية في العام 1906. واشتملت حزمة المبادئ الأساسية جميع النواحي المتعلقة بـالتعرف على المعلومات الاستخبارية وجمعها ورسم الخطط، أي أنها شكّلت حجر الأساس في الطرائق التي تتبعها أمريكا حالياً في الاستطلاع البرمائي.
رغم ذلك، لم يؤدِّ ما سبق إلى تأسيس وحدة ذات شأن قادرة على توظيف تكتيكات الاستطلاع البرمائي مع اندلاع الحرب العالمية الأولى ومعركة جاليبولي، نظراً لقلة عدد العاملين في قوات مشاة البحرية الأمريكية الناجم عن سياسات العزلة الدولية التي اتخذتها الولايات المتحدة الأمريكية بين العشرينيات والثلاثينيات من القرن العشرين. وفاقم الأمر وقوع بعض المصائب العسكرية خلال تورّط المارينز في صراعات في الصين ونيكاراجوا. بحلول 7 ديسمبر 1933، تمّ تشكيل أسطول كتيبة المشاة البحرية في مقرّ قاعدة المارينز بـ «كوانتيكو»، فيرجينيا، الذي دمج بين بحريّة الولايات المتحدة وقوات المارينز في قوة هجوم بحريّة متكاملة. بعد ذلك بوقت وجيز، تم إقرار حزمة مبادئ بحريّة جديدة، نشرة التدريب البحريّة 167، لضمان تطبيق الأهداف طويلة الأمد.
مع إقرار هذه المبادئ، ارتأت كلّ من البحرية الأمريكية وقوات المارينز إنشاء وحدات استطلاع برمائية. تعود جذور وحدة الاستطلاع البرمائي داخل قوات المارينز الأمريكية إلى فكرة ضابط البحرية الأمريكية العقيد ديون ويليامز، الذي كتب في العام 1906 أوّل مبادئ الاستطلاع البرمائي الأمريكي. نوّه ويليامز بشكل خاص أنّه «يجب تخصيص رجالٍ موهوبين ومتمرّسين في هذا العمل». وذكر من ضمن الصفات المطلوبة في عناصر هذه الوحدة «الخبرة التقنية، طبيعة متيقّظة وحيوية لضمان إنجاز العمل دون تأخير، درجة كافية من الدهاء لتفادي أيّ عقبات غير متوقعة، ميلٌ للصمت لإبقاء النتائج سرية، وفوق ذلك، الدقة في إنجاز العمل.» توجّب على عناصر المارينز هؤلاء أن يكونوا مهرةً في المسح، وفنّ رسم الخرائط، وتسجيل ملاحظاتهم، بالإضافة إلى قدرتهم على قراءة كافة أنواع الدراسات المسحيّة والخرائط المرسومة سابقاً.

أجمَلت مبادئ ويليامز الخطوط الأساسية للاستطلاع، والتي تكوّنت من التصميم، الإلمام بالطوبوغرافيا، وتضاريس الأرض والمدن، والبلدات، والطرق، والممرات، والسكك الحديدية، والبرقيات، وخطوط الهاتف، والتيليجراف اللاسلكي، والأنهار، والقنوات، والموارد (مثل الفحم، منشآت الصيانة، المواصلات البرية، المصانع الكهربائية، المؤن، إمدادات المياه، والمشافي)، حالة المرفأ (البواخر، وأرصفة المرفأ، وحوض السفن، الخدمات المائية)، عدد العاملين (الشرطة السرية، المهن والأعمال، القوات البحرية والعسكرية)، الدفاعات الموجودة (موقعها، تشكيلاتها ووصفها، التسليح، الأعمال الميدانية، الألغام وحقول الألغام، الأضواء الكاشفة، الخطط، المخطّطات، حامية الموقع والعناصر العسكرية الموجودة، أساليب الهجوم، تكيّف الدفاعات). 
«للقيام بوضع خطط ذكية للهجوم على أو الدفاع عن ميناءٍ أو خليج، من الضروري وجود وصفٍ شامل للسمات الهيدروجرافية وخطط دقيقة تُظهر أعماق المياه في جميع النقاط، الشِعاب، والمياه الضحلة، والتيارات المائية غير المنتظمة والتي قد تشكّل خطراً على الملاحة، وأيّ قنالٍ أو مجرىً مائي فرعيّ قد يشكّل سُبلاً للهجوم، أو يقدّم مكاناً مثالياً لرسوّ بعض قوات الدفاعات العائمة أو وصول الإمدادات الدفاعيّة.»
بعد الحرب العالمية الأولى، تضمّنت الطبعة الثانية من دليل «الاستطلاع البحري» لويليامز، تضمنت ثلاث حيثيّات ذات أهمية كبرى: 1- بحثاً عن أهمية القدرات الإضافية للاستطلاع من الطيران والغواصات، 2- صدور الكتاب تحت رعاية الأمين العام للبحرية الأمريكية بدلاً من رعاية عميد الكلية البحرية الحربية، 3- التركيز على الحصول على المعلومات الاستخبارية للتخطيط بعيد المدى. لربما كانت النقطة الثالثة التي تشدّد على الحصول على المعلومات الاستخبارية قبل بدء الحرب هي الإضافة الأهمّ. بدلاً من الحصول على المعلومات للإفادة في العمليات العسكرية الجارية حصراً، أكّد ويليامز على مهمة أكثر شمولاً:
«تتلخص أهداف الاستطلاع البحري لأي موقع كان في الحصول على جميع المعلومات المتعلقة بالبحر، والبرّ، والجو، والموارد المادية لذلك الموقع، بغية استخدام القوات البحرية لهذه المعلومات في حال الحرب والسِلم، ولتسجيل هذه المعلومات التي ستكون مفيدةً للقيام بـ: رسم خططٍ لاحتلال الموقع كقاعدة بحرية بصورة مؤقتة أو دائمة؛ أو التحضير لخطط الدفاع البحري والبرّي عن الموقع في حال استخدامه كقاعدة بحرية؛ أو تحضير الخطط للهجوم على الموقع بحراً وبرَّاً في حال سقوطه بيد العدو.»
بعد عشرين عاماً، قام ضابط استخبارات المارينز، إيرل إيتش إيليس، بوضع مبادئ ويليامز في حيّز التنفيذ. بعد اشتراكه في قتال الخنادق خلال الحرب العالمية الأولى، قدّم إيليس طلباً لقيادة قوات المارينز ليعمل في مهمة استخباراتٍ خاصة في أمريكا الجنوبية والمحيط الهادي، ووافق رئيس الاستخبارات البحرية على طلبه بكل سرور. خلال هذه المهمة الخاصة ظهرت أشدّ تقارير إيليس الاستخباراتية عمقاً وفائدةً. قدم إيليس وثيقة سرية للغاية تألف من 30000 صفحة بخصوص بحث مفصّل عن البحر، والهواء، والطقس المحلي، وأنواع الطرق البرية، السكان المحليين، والظروف الاقتصادية. استعرض في وثيقته الأهمية الاستراتيجية للاستيلاء على الجزر الرئيسية كقواعد متقدمة للعمليات لتضمن وصول القوات البحرية بفاعلية إلى المنطقة. واستخدم جداول، ووضع خطط مستقبلية للحشد، وتكهّنات لعدد الجنود اللازم للسيطرة على بعض الأهداف.
اقتصرت أوّل أنشطة الاستطلاع البرمائية على مسْح الموانئ والجزر غير المدوّنة على الخريطة، والتي تقع بمحاذاة الشواطئ أو خط الساحل. أُنجزت معظم هذه المهمات من قبل ضباط استخبارات البحريّة، والذين اشتُرط إلمامهم بالطوبوغرافيا، والمسح البحري الهيدروجرافي، إنشاء التحصينات المؤقتة باستخدام وسائل التخييم السريع وحشد الجنود للعمل في مناطقهم.

## الحرب العالمية الثانية في أوروبا
تُعزى التطورات في أنشطة الاستطلاع البرمائي في المراحل المبكرة من الحرب العالمية الثانية خلال الحملات الأوروبية إلى الرائد البحري في البحرية الملكية البريطانية «نايجل كلوجستن ويلموت»، الذي طوّر ما صار يُسمّى بـ «عمليات القوات المشتركة» خلال إجراء الغارات في جزر بحر إيجه في العام 1941. بعد «عملية تورتش»، التي نُفّذت دون استطلاع كافٍ، تم اقتراح أن ثمة حاجة إلى 50 عنصراً من هذه القوات للاستطلاع، ولكن النقص في العناصر كان يعني أنّ أحد عشر عنصراً فقط هم مَن كانوا مدرّبين لمثل هذه المهمات. تبعاً لذلك تمّ إنشاء مدرسة «بيتش بايلوتيج» في اسكوتلاندا.
في العام 1943، بُني مستودع الذخيرة الخاص بقوات العمليات المشتركة في جزيرة هيلينج. تحضيراً لغزو النورماندي، نفّذ البريطانيون «عملية بوستِج إيبل»، وبها نقلت غواصات صغيرة فريق استطلاع إلى نقطة قريبة من مواقع الإنزال. أخذ الفريق عيّنات من الشاطئ لتحديد قدرته على تحمّل الآليات، بالإضافة إلى إجراء سبر الأغوار وملاحظات أخرى، كلّ ذلك مكّن الحلفاء من تصميم موديلات شواطئ كبيرة لتساعد في عملية التخطيط. كما قامت فِرق استطلاع تابعة لوحدات التدمير البحري الأمريكية قامت بحملات استطلاع ليلية لفحص مواقع الإنزال المحتملة، واضعين خرائط للعقبات تحت المائية، وللمساعدة في إزالة تلك العقبات خلال عملية الغزو.
بعد انتهاء الحرب، ظلّ الغموض يلفّ عمليات الاستطلاع البحري، ولم يظهر لـ «قوات العمليات المشتركة» ذِكرٌ في الصحافة إلا في نهاية الخمسينيات. وفي تلك الفترة كانت الخبرة القتالية والدور الذي اضطلعت به قد أُسندت إلى سريّة الوحدات الخاصة التابعة للبحرية الملكية البريطانية.

## المهام
تضمنت المهام الخاصة لدوريات الاستطلاع البرمائي:
-تحديد خصائص الشواطئ المتاحة للإنزال، وإرسال التقرير إلى الضابط البحري
1. عن طريق الاستطلاع الهيدروجرافي للمياه قرب خط الساحل
2. عن طريق فحص الطرق المحاذية للشاطئ
3. عن طريق ملاحظة دفاعات الشاطئ، كالأسلاك، والألغام، وغيرها من العقبات؛ والجنود في المكان
-تقديم تقرير عن حالة نقاط العلّام للمساعدة في تحديد مواقع الإنزال الساحلي
-تعليم الشواطئ ونقاط الإنزال
-تحديد موقع، وقوّة، وتكوين القوات في منطقة الإنزال
-احتجاز أسرى العدو وإخفاؤهم وتحضير تسليمهم إلى القوة المهاجِمة
-كشف استطلاع العدو، وتقديم التقارير عن حركة العدو بواسطة اللاسلكي أو اللوحة
-تحديد شبكة الطرقات والاستعداد لملاقاة وتوجيه عناصر القوّة المهاجِمة
-تحديد صلاحية تضاريس أرض المنطقة للهبوط الجوي
-بعد تأمين وتحضير الرأس البحري، تحديد قاع البحر ابتداءً من خط عشرة أقدام وباستخدام فاصل كَفاف بمحيط قدمَين لتسريع عملية تفريغ الإمدادات، وذلك بتحديد أنسب الشواطئ والقنوات لهذه العملية
كما يتمّ التكليف بهذه المهمات غير الاستخبارية:
1. تشتيت الانتباه عن نقطة الإنزال المقترحة.
2. القيام بهجمات ليلية محدودة.
3. المساعدة في عملية الإنزال من خلال عمليات تدمير خفيفة.
4. تعطيل اتصالات العدو من خلال قطع أسلاك الاتصالات والتشويش على موجات اللاسلكي.
5. إشعال الشعلات الضوئية لتصحيح الرماية البحرية ليلاً، أو استخدام قنابل الدخان لإخفاء عملية الإنزال، أو لخداع العدو.